# Laura Freigang
Laura Freigang (født 1. februar 1998) er en kvindelig tysk fodboldspiller, der spiller angreb for Eintracht Frankfurt i 1. Frauen-Bundesliga og Tysklands kvindefodboldlandshold.
Hun blev første gang udtaget til det tyske A-landshold i 2020 af landstræner Martina Voss-Tecklenburg, til en venskabskamp mod Norge, den 7. marts. Hun blev efterfølgende udtaget til EM i kvindefodbold 2022 i England.

## Landsholdsstastistik
| Mål for landsholdet | Mål for landsholdet | Mål for landsholdet    | Mål for landsholdet | Mål for landsholdet | Mål for landsholdet | Mål for landsholdet   |
| #                   | Dato                | Lokation               | Modstander          | Score               | Resultat            | Turnering             |
| ------------------- | ------------------- | ---------------------- | ------------------- | ------------------- | ------------------- | --------------------- |
| 1.                  | 22. september 2020  | Podgorica, Montenegro  | Montenegro          | 1–0                 | 3–0                 | EM-kvalifikation 2022 |
| 2.                  | 27. november 2020   | Ingolstadt, Tyskland   | Grækenland          | 2–0                 | 6–0                 | EM-kvalifikation 2022 |
| 3.                  | 27. november 2020   | Ingolstadt, Tyskland   | Grækenland          | 3–0                 | 6–0                 | EM-kvalifikation 2022 |
| 4.                  | 27. november 2020   | Ingolstadt, Tyskland   | Grækenland          | 4–0                 | 6–0                 | EM-kvalifikation 2022 |
| 5.                  | 24. februar 2021    | Venlo, Holland         | Holland             | 1–1                 | 1–2                 | Venskabskamp          |
| 6.                  | 10. april 2021      | Wiesbaden, Tyskland    | Australien          | 4–0                 | 5–2                 | Venskabskamp          |
| 7.                  | 13. april 2021      | Wiesbaden, Tyskland    | Norge               | 1–1                 | 3–1                 | Venskabskamp          |
| 8.                  | 26. oktober 2021    | Essen, Tyskland        | Israel              | 3–0                 | 7–0                 | VM-kvalifikation 2023 |
| 9.                  | 26. november 2021   | Braunschweig, Tyskland | Tyrkiet             | 6–0                 | 8–0                 | VM-kvalifikation 2023 |